# Jo Jo White
Joseph Henry White, detto Jo Jo (St. Louis, 16 novembre 1946 – Boston, 16 gennaio 2018), è stato un cestista e allenatore di pallacanestro statunitense, professionista nella NBA.
È membro del Naismith Memorial Basketball Hall of Fame dal 2015 in qualità di giocatore.
Affetto da tumore cerebrale dal 2010, è scomparso nel 2018 all'età di 71 anni.

## Carriera

### College e Olimpiadi
Giocò a livello di college all'Università di Kansas. Con la Nazionale statunitense vinse la medaglia d'oro alle Olimpiadi di Città del Messico 1968.

### NBA
Fu scelto nel draft NBA 1969 dai Boston Celtics, che avevano appena vinto l'undicesimo titolo negli ultimi 13 anni. Nel frattempo il leggendario Bill Russell annunciò il suo ritiro dallo sport.
Le caratteristiche di White furono grande difesa, ottima velocità, buon tiro e una grandissima leadership.
White partecipò a 7 All-Star Game dal 1971 al 1977, e dal 1973 al 1977 entrò nella top ten degli assist. Nel 1974 e nel 1976 aiutò i Boston Celtics a conquistare due campionati NBA, e nella seconda occasione fu nominato anche MVP delle finali.
Nel 1979 fu ceduto ai Golden State Warriors, dove giocò una stagione e mezza.
Si ritirò dalla carriera agonistica nel 1981, dopo una breve apparizione con i Kansas City Kings.
Il 9 aprile 1982 i Boston Celtics ritirarono il suo numero, il 10.
La miglior partita mai giocata da White rimane quella contro i Phoenix Suns, durante la finale NBA del 1976. Con 33 punti e 9 assist in 60 minuti di gioco, portò alla vittoria i Celtics per 128-126 dopo tre tempi supplementari.
Cessata l'attività agonistica si occupava delle pubbliche relazioni della squadra dei Boston Celtics.

## Statistiche

### NBA

#### Regular Season
| Anno       | Squadra        | PG  | PT  | MP   | TC%  | 3P%  | TL%  | RP  | AP  | PRP | SP  | PP   |
| ---------- | -------------- | --- | --- | ---- | ---- | ---- | ---- | --- | --- | --- | --- | ---- |
| 1969-1970  | Boston Celtics | 60  | -   | 22,1 | 45,2 | -    | 82,2 | 2,8 | 2,4 | -   | -   | 12,2 |
| 1970-1971  | Boston Celtics | 75  | -   | 37,2 | 46,4 | -    | 79,9 | 5,0 | 4,8 | -   | -   | 21,3 |
| 1971-1972  | Boston Celtics | 79  | -   | 41,3 | 43,1 | -    | 83,1 | 5,6 | 5,3 | -   | -   | 23,1 |
| 1972-1973  | Boston Celtics | 82  | -   | 39,6 | 43,1 | -    | 78,1 | 5,0 | 6,1 | -   | -   | 19,7 |
| 1973-1974† | Boston Celtics | 82  | -   | 39,5 | 44,9 | -    | 83,7 | 4,3 | 5,5 | 1,3 | 0,3 | 18,1 |
| 1974-1975  | Boston Celtics | 82  | -   | 39,3 | 45,7 | -    | 83,4 | 3,8 | 5,6 | 1,6 | 0,2 | 18,3 |
| 1975-1976† | Boston Celtics | 82  | 82  | 39,7 | 44,9 | -    | 83,8 | 3,8 | 5,4 | 1,3 | 0,2 | 18,9 |
| 1976-1977  | Boston Celtics | 82  | 82  | 40,6 | 42,9 | -    | 86,9 | 4,7 | 6,0 | 1,4 | 0,3 | 19,6 |
| 1977-1978  | Boston Celtics | 46  | -   | 35,7 | 41,9 | -    | 85,8 | 3,9 | 4,5 | 1,1 | 0,2 | 14,8 |
| 1978-1979  | Boston Celtics | 47  | -   | 31,0 | 42,8 | -    | 88,8 | 2,7 | 4,6 | 1,1 | 0,1 | 12,5 |
| 1978-1979  | G.S. Warriors  | 29  | -   | 30,4 | 47,5 | -    | 87,0 | 2,5 | 4,6 | 0,9 | 0,1 | 12,3 |
| 1979-1980  | G.S. Warriors  | 78  | -   | 26,3 | 47,6 | 16,7 | 85,1 | 2,3 | 3,1 | 1,1 | 0,2 | 9,9  |
| 1980-1981  | K.C. Kings     | 13  | -   | 18,2 | 43,9 | -    | 61,1 | 1,6 | 2,8 | 0,8 | 0,1 | 6,4  |
| Carriera   | Carriera       | 837 | 164 | 35,8 | 44,4 | 16,7 | 83,4 | 4,0 | 4,9 | 1,3 | 0,2 | 17,2 |

#### Playoffs
| Anno     | Squadra        | PG | PT | MP   | TC%  | 3P% | TL%  | RP  | AP  | PRP | SP  | PP   |
| -------- | -------------- | -- | -- | ---- | ---- | --- | ---- | --- | --- | --- | --- | ---- |
| 1972     | Boston Celtics | 11 | -  | 39,3 | 49,5 | -   | 83,3 | 5,4 | 5,3 | -   | -   | 23,5 |
| 1973     | Boston Celtics | 13 | -  | 44,8 | 45,0 | -   | 90,7 | 4,2 | 6,4 | -   | -   | 24,5 |
| 1974†    | Boston Celtics | 18 | -  | 42,5 | 42,6 | -   | 73,9 | 4,2 | 5,4 | 0,8 | 0,1 | 16,6 |
| 1975     | Boston Celtics | 11 | -  | 42,0 | 44,1 | -   | 81,8 | 4,5 | 5,7 | 1,0 | 0,4 | 20,6 |
| 1976†    | Boston Celtics | 18 | -  | 43,9 | 44,5 | -   | 82,1 | 3,9 | 5,4 | 1,3 | 0,1 | 22,7 |
| 1977     | Boston Celtics | 9  | -  | 43,9 | 45,3 | -   | 84,8 | 4,3 | 5,8 | 1,6 | 0,0 | 23,3 |
| Carriera | Carriera       | 80 | -  | 42,9 | 44,9 | -   | 82,8 | 4,4 | 5,7 | 1,1 | 0,1 | 21,5 |

## Palmarès

### Giocatore
- NCAA AP All-America Second Team (1969)
- NCAA AP All-America Third Team (1968)
- Campionato NBA: 2

Boston Celtics: 1974, 1976
- NBA Finals MVP (1976)
- NBA All-Rookie First Team (1970)
- 2 volte All-NBA Second Team (1975, 1977)
- 7 volte NBA All-Star (1971, 1972, 1973, 1974, 1975, 1976, 1977)